# هالی وودلان
هالی وودلان (انگلیسی: Holly Woodlawn؛ زادهٔ ۲۶ اکتبر ۱۹۴۶) یک هنرپیشه ترنس‌جندر اهل پورتوریکو است که در دهه ۷۰ میلادی با بازی در فیلم‌های «اندی وارهول» جنجال آفرید،

## زندگی‌نامه
هالی وودلان با نام تولد هرالدو سانتیاگو فرانچسکی رودریگز داناکل در ۲۶ اکتبر ۱۹۴۶ در خوانا دیاز، پورتوریکو زاده شد. وی در سال ۱۹۶۲ در سن ۱۵ سالگی فلوریدا را به مقصد نیویورک سیتی ترک نمود. وی در نیویورک سیتی نام خود را تغییر داد.

وودلان در گفتگویی که در ۲۰۰۷ با روزنامه گاردین انجام داد دربارهٔ شهرت کوتاه‌مدت خود بعد از بازی در فیلم‌های اندی وارهول گفت:
«من خیلی خوشحال بودم که به تدریج به یکی از ستاره‌های وارهول تبدیل شدم. حس می‌کردم الیزابت تیلور شدم. اما نمی‌دانستم که هیچ پولی در این کار نخواهد بود و درخشش ستاره هم چند ثانیه بیشتر دوام ندارد. اما ارزشش را داشت، مهمانی‌ها، مواد مخدر، نشئگی… همه‌اش عالی بود.»
با آنکه بازیگری او با استقبال شدید منتقدان روبرو شد، هیچوقت نتوانست راه خود را در جریان اصلی سینما باز کند. اما در دهه ۹۰ با بازی در چند فیلم مستقل از جمله «بوسه سینمایی بیلی هالیوود» (1999 Billy's Hollywood Screen Kiss) و «تویین فالز آیداهو» (Twin Falls Idaho 1999) بازی کرد
در مجموعه تلویزیونی «آشکار» (Transparent 2015) که برنده جایزه گلدن گلوب شد، به شهرت نسبتاً بیشتری دست یافت. وی در این سریال نقش یک پدر را بازی می‌کرد که تصمیم می‌گیرد به خانواده خود اعتراف کند ترنس‌جندر است.
به گفته خودش بعد از انتشار آهنگ «والد ساید» در ۱۹۷۲، با لو رید آهنگساز موسیقی راک از نزدیک آشنا شد. زندگی او الهام بخش ترانه مشهور به دیوانگی بزن (Walk on the wild side) از ساخته‌های لو رید بود.
این ترانه با این متن شروع می‌شود:
- هالی از میامی آمد Holly came from Miami, F-L-A
- همه عرض آمریکا را اتو استاپ زد Hitchhiked her way across the USA
- سر راه ابروهایش را برداشت Plucked her eyebrows on the way
- موهای پایش را با تیغ زد و بعد زن شد Shaved her legs and then he was a she

هالی وودلان در پی سال‌ها ابتلا به سرطان مغز و کبد در روز یکشنبه ۶ دسامبر ۲۰۱۵ در ۶۹ سالگی در مرکز پزشکی سیدارز-ساینای لس‌آنجلس درگذشت. ماریلا هرتا، دوست هالی در بیانیه‌ای گفت که هالی وودلان خانواده‌ای نداشت.